# San Miguel (distrito de Cáhuil)
San Miguel fue uno de los distritos que integró la subdelegación de Cáhuil, en el antiguo departamento de San Fernando, provincia de Colchagua.
El territorio del distrito fue organizado por decreto del presidente José Joaquín Pérez Mascayano el 14 de agosto de 1867.

## Historia
El distrito, que ocupó el número 3.° de la subdelegación Cáhuil, fue creado por decreto supremo del 14 de agosto de 1867, que divide el departamento de San Fernando en veinte subdelegaciones y numerosos distritos. El documento determina así sus límites:

Al norte, por el deslinde de la hacienda del Sauce hasta tocar el de San Antonio, prolongándose por este hacia el poniente hasta llegar al de la hacienda del Puesto y continuando por el de las Palmas hacia el sur hasta el estero de Nilahue; al sur, por este estero y la línea divisoria entre las haciendas de Nilahue y Las Palmas, que termina en el alto de Peña Blanca; y al este, por el límite de la subdelegación por este lado hasta encontrar el deslinde norte del distrito.

El Decreto con Fuerza de Ley N.° 8.583 del 30 de diciembre de 1927 redistribuye el territorio del departamento de San Fernando, y los distritos se suprimen.

## Administración
La administración del territorio estaba a cargo de un inspector, quien respondía a las órdenes del subdelegado, quien tenía la potestad de nombrarlos o removerlos dando cuenta al gobernador departamental.